# Эстония на летних Олимпийских играх 1936
Эстония принимала участие в Летних Олимпийских играх 1936 года в Берлине (Германия) в пятый раз за свою историю, и завоевала две золотые, две серебряные и три бронзовые медали. Сборная страны состояла из 33 спортсменов (все — мужчины). Это самое успешное выступление сборной Эстонии на летних Олимпийских играх.

## Медалисты
| Медаль  | Спортсмен         | Вид спорта       | Дисциплина                                 |
| ------- | ----------------- | ---------------- | ------------------------------------------ |
| Золото  | Кристиан Палусалу | Борьба           | Мужчины, греко-римская борьба, свыше 87 кг |
| Золото  | Кристиан Палусалу | Борьба           | Мужчины, вольная борьба, свыше 87 кг       |
| Серебро | Николай Степулов  | Бокс             | Мужчины, до 61,2 кг                        |
| Серебро | Аугуст Нео        | Борьба           | Мужчины, вольная борьба, до 87 кг          |
| Бронза  | Арнольд Лухаяэр   | Тяжёлая атлетика | Мужчины, свыше 82,5 кг                     |
| Бронза  | Вольдемар Вяли    | Борьба           | Мужчины, греко-римская борьба, до 66 кг    |
| Бронза  | Аугуст Нео        | Борьба           | Мужчины, греко-римская борьба, до 87 кг    |

## Результаты соревнований

### Академическая гребля
Соревнования в академической гребле на Играх 1936 года проходили с 11 по 14 августа. В следующий раунд из каждого заезда проходили несколько лучших экипажей (в зависимости от раунда и дисциплины). В финал выходили 6 сильнейших экипажей.
Мужчины
| Соревнование | Спортсмены   | Предварительный заезд | Предварительный заезд | Предварительный заезд | Отборочный заезд | Отборочный заезд | Отборочный заезд | Полуфинал            | Полуфинал            | Полуфинал            | Финал                | Финал                |
| Соревнование | Спортсмены   | Заезд                 | Время                 | Место                 | Заезд            | Время            | Место            | Заезд                | Время                | Место                | Время                | Место                |
| ------------ | ------------ | --------------------- | --------------------- | --------------------- | ---------------- | ---------------- | ---------------- | -------------------- | -------------------- | -------------------- | -------------------- | -------------------- |
| одиночки     | Эльмар Корко | 1                     | 7:40,4                | 3                     | 2                | 7:44,1           | 3                | завершил выступление | завершил выступление | завершил выступление | завершил выступление | завершил выступление |